# François Poulet-Mathis
François Poulet-Mathis est un journaliste français de télévision, né le 21 février 1945 à Loos-en-Gohelle (Pas-de-Calais). Diplômé de l'Ecole Supérieure de Journalisme de Lille (ESJ), il a consacré la plus grande partie de sa carrière à suivre l’histoire institutionnelle de l’Europe.
Successivement Journaliste accrédité auprès du Conseil de l’Europe, du Parlement Européen, Correspondant pour les affaires Européennes à FR 3, Envoyé Spécial Permanent de France 2 et France 3 à Bruxelles où il met en œuvre le premier bureau permanent de la Télévision française, Correspondant accrédité auprès des Institutions communautaires (Conseil, Commission, Parlement) et auprès de l’Alliance Atlantique (OTAN).
Il a suivi la plupart des Sommets européens ainsi que la plupart des négociations inter-gouvernementales aboutissant aux grands traités fondateurs (Acte Unique Traité de Maastricht fondant l’Union européenne, ainsi que les négociations commerciales du GATT  aboutissant à la création de l’OMC (Organisation Mondiale du Commerce) à la Conférence de Marrakech.
Il poursuit son parcours comme Chef du Service de Politique étrangère, puis Rédacteur en Chef Editorialiste à France 3.

## Parcours professionnel
(juin 2016).
- 1968 Mémoire sur la sémiologie de l'image d'information -
- 1968-69 journaliste reporteur au Service d'information des armées - missions à Prague, Berlin, Helsinki, publication d'une enquête sur la formation des journalistes en Allemagne
- 1966-74 journaliste de radio et de télévision à l'O.R.T.F. Lille puis Strasbourg
- 1974-79 journaliste chroniqueur économique à FR3 Alsace
- 1972-79 journaliste accrédite auprès du Conseil de l'Europe
- 1977 réalisation d'un film de 35 min pour le Conseil de l'Europe : la conservation des vieux quartiers historiques
- 1971-79 présentation de journaux télévisés régionaux. Membre fondateur du Club de la Presse de Strasbourg
- 1979 réalisation d'un deuxième film pour le Conseil de l'Europe: "Naturopa" (52 min) regard sur les zones écologiques sensibles d'Europe au travers d'une migration d'oiseaux sauvages
- 1979-81 Correspondant de FR3 pour les Affaires Européennes  - chroniques quotidiennes lors des sessions du Parlement Européen[4]

membre fondateur de l'Association des Journalistes Parlementaires Européens - 
- 1981-88 Rédacteur en Chef de FR3 Strasbourg[5]
- 1988-89 consultant audiovisuel au Comité Économique et Social d'Alsace chargé de mission FR3 pour un réseau câblé en Alsace
- 1989-90 détaché pour l'implantation de la chaine culturelle franco-allemande (Arte) à Strasbourg
- publication d'un projet de pôle audiovisuel européen en Alsace
- 1990-1997 Envoyé Spécial Permanent de France 2 et France 3 à Bruxelles (Rédaction Européenne)

Correspondant Permanent pour France2, France 3 et Euronews auprès des Communautés Européennes, de l'Union Européenne, de l'OTAN
- Membre de l'Association de la Presse Internationale[6]
- 1990- correspondant européen du Magazine Agricole de FR3 pour l'agriculture et la pêche (PAC, négociations GATT, conflits de la pêche   -
- Correspondant Européen pour les Stations Régionales de FR3 (agriculture, am.terr.pêche) -

1998-2006 chef du service de politique étrangère a France 3
- 2006-2009 Rédacteur en chef, Éditorialiste Europe à France 3
- Consultant Europe chaines RTFrance, TV I24News

## Distinctions
- Chevalier de l'ordre du Mérite agricole

## Principaux évènements couverts pour France 3 ou France 2
François Poulet-Mathis a notamment interviewé Anouar el-Sadate, Yitzhak Shamir, Golda Meïr, Helmut Schmidt, Willy Brandt, François Mitterrand, Helmut Kohl.

## Publications
- La naissance du marché unique européen, émission INA Jalons, janvier 1993[7].
- Pour un OUI pour un NON : 25 clefs pour comprendre la constitution européenne, 1 DVD, Paris, France télévision distribution, 2005. Vidéo réalisée par Olivier d'Angely ; présentée par Véronique Auger et François Poulet-Mathis ; 31 minutes.
- Les Institutions de l'Union européeenne, émission INA Jalons, juillet 2008[8].
- avec Nicole Fontaine : Brexit, une chance ? repenser l'Europe, Auteurs du monde, 2016, 252 p. (ISBN 979-10-91301-44-2). Pré-sélection officielle pour le Prix du livre européen[9].